# Steinsalzbergwerk Heilbronn

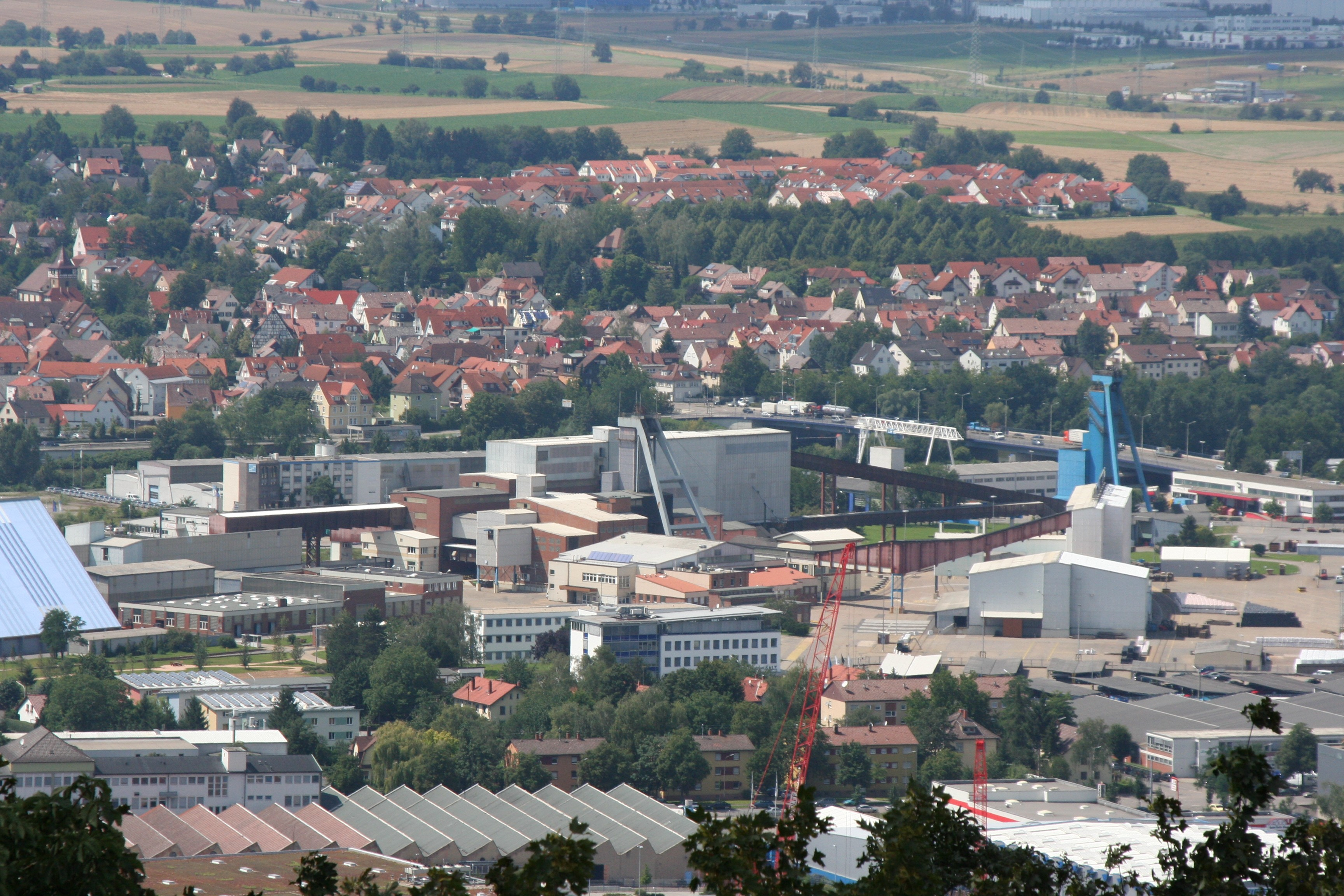
Steinsalzbergwerk Heilbronn

Das Steinsalzbergwerk Heilbronn ist ein Untertage-Bergwerk in Heilbronn in Baden-Württemberg. Eigentümer sind die Südwestdeutschen Salzwerke (SWS). Gefördert wird seit 1883 Halit (Steinsalz) des Mittleren Muschelkalks. Die Schächte Heilbronn, Franken und Konradsberg haben eine Teufe von bis zu 230 m. Im Zweiten Weltkrieg wurden hier Kulturgüter eingelagert. Im Jahre 2006 ging man vom Sprengverfahren auf ein schneidendes Verfahren (Continuous Miner) über. Gefördert werden bis zu 5.000.000 Tonnen Salz pro Jahr.
Seit 1987 werden jährlich 800.000 Tonnen Sondermüll eingelagert. Etwa 500 verschiedene Abfallsubstanzen aus der industriellen Produktion, der Müllverbrennung und von oberirdischen Deponien werden eingelagert, darunter Hochofenschlacken, Asbestabfälle, Arsenverbindungen und zyanidhaltiger Galvanikschlamm. Mit Einzelgenehmigung können Altbestände von Pflanzenschutz- und Schädlingsbekämpfungsmittel, PCB-haltige Mineralöle und verunreinigter Laborrückstände eingelagert werden.
Hinzu kommen 2.292 Tonnen schwach radioaktiver Abfall unter anderem aus den Atomkraftwerken Biblis, Gundremmingen und Philippsburg.